# Fiat Argo
Fiat Argo (Type 358, внутреннее обозначение X6H) — субкомпактный автомобиль, разработанный итальянской компанией Fiat для южноамериканского рынка. Впервые был представлен в Бразилии в мае 2017 года, а продажи начались в июне 2017 года. В 2018 году был представлен седан Fiat Cronos. В июле 2022 года Argo прошёл рестайлинг.

## Технические характеристики
Fiat Argo оснащён трёхцилиндровым двигателем Firefly объёмом 1,0—1,3 литра. До 2019 года 1,3-литровый двигатель сочетался в паре с автоматизированной трансмиссией GSR.
Также автомобиль оснащается 1,8-литровым двигателем E.torQ, который сочетается в паре с автоматической трансмиссией. Комплектация Trekking оснащена 1,3-литровым двигателем, а опционально устанавливается 1,8-литровый двигатель в паре с автоматической трансмиссией.
В Бразилии двигатели работают на гибком топливе, а в других странах автомобили оснащаются бензиновыми двигателями внутреннего сгорания. Передние тормоза дисковые вентилируемые.

## Продажи
| Год  | Бразилия | Аргентина | Мексика |
| ---- | -------- | --------- | ------- |
| 2017 | 27,925   | 1,636     |         |
| 2018 | 63,017   | 21,378    |         |
| 2019 | 79,001   | 8,865     |         |
| 2020 | 65,937   | 4,688     | 328     |
| 2021 | 84,656   | 1,248     | 2,516   |
| 2022 | 64,022   | 1,517     | 1,983   |